# De Deelen (moeras)
De Deelen is een uitgestrekt complex van laagveenmoerassen in het lage midden van de Nederlandse provincie Friesland, ten zuiden van Aldeboarn en ten noorden van Tjalleberd, in de gemeenten Heerenveen en De Friese Meren.

## Ligging en omgeving
De Deelen liggen in de vroegere benedenloop van de Boorne of Koningsdiep. Het lage midden van Friesland bestond tot halverwege de 20e eeuw voor een groot deel uit laagveenmoerassen, die zich naar het zuiden toe uitstrekten tot aan de (nog steeds erg uitgestrekte en tegenwoordig grotendeels vallend onder Nationaal Park Weerribben-Wieden) moerassen van Noordwest-Overijssel. Door vervening is in de 20e eeuw echter veel veen verdwenen, waardoor De Deelen er tegenwoordig vrij geïsoleerd bijliggen.

## Beschrijving
De Deelen bestaan uit rietlanden, trekgaten met relatief veel open water, struwelen en (al dan niet schrale) graslanden. De trekgaten (“petgaten” in het Fries) in de Deelen zijn betrekkelijk nieuw, omdat men hier pas rond 1920 met vervenen begon. Bovendien wordt – bij wijze van natuurontwikkeling- nog steeds veen gewonnen waarbij nieuwe petgaten ontstaan. Zodoende wordt dit laagveencomplex gekenmerkt door een naar verhouding groot oppervlak aan open water en de jongere stadia in de successiereeks van open water naar land.

## Bescherming
Het gebied is grotendeels in bezit van het Staatsbosbeheer. Van dit gebied is 514 ha aangewezen als Vogelrichtlijngebied, zodat het deel uitmaakt van het door Europa beschermde natuurnetwerk Natura 2000. Onder de soorten waarvoor het gebied aangewezen zijn reigerachtigen als de roerdomp en de purperreiger broedvogels, terwijl de grote zilverreiger een geregelde gast is. In het riet broeden onder meer snor, rietzanger, grote karekiet en zwarte stern. Het gebied is mede aangewezen voor sommige van de vele soorten eendvogels die in het najaar massaal op de grote wateroppervlakten afkomen zoals het nonnetje, de smient en de slobeend. In de winter komen vele ganzen op bezoek zoals grauwe gans, kolgans en brandgans. Van de roofvogels valt bruine kiekendief het meest op.
In de schraallanden komen soorten voor als klokjesgentiaan en Spaanse ruiter. Het Staatsbosbeheer bezit in de omgeving bovendien nog veel grasland.
In de Deelen zijn zowel vaarroutes als rondwandelingen uitgezet. Een belangrijke toegang ligt bij Tjalleberd.

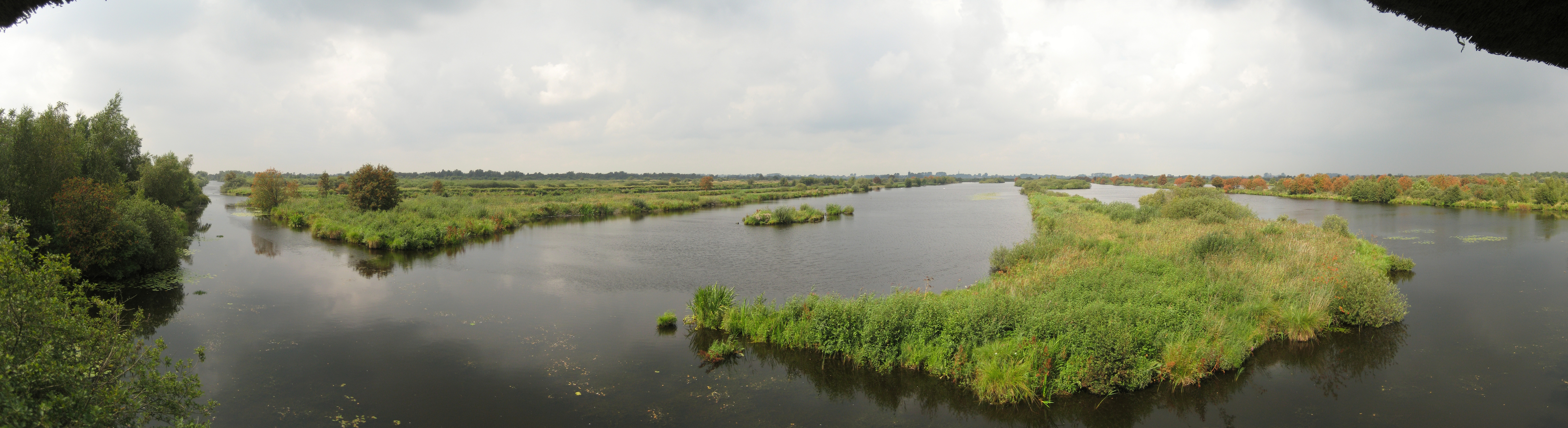
Zicht op De Deelen vanuit de vogelkijkhut (2013). Links de Alddeel, de sloot die tijdens de vervening diende ter ontsluiting van het gebied.